# Heilandskirche (Stuttgart-Ost)

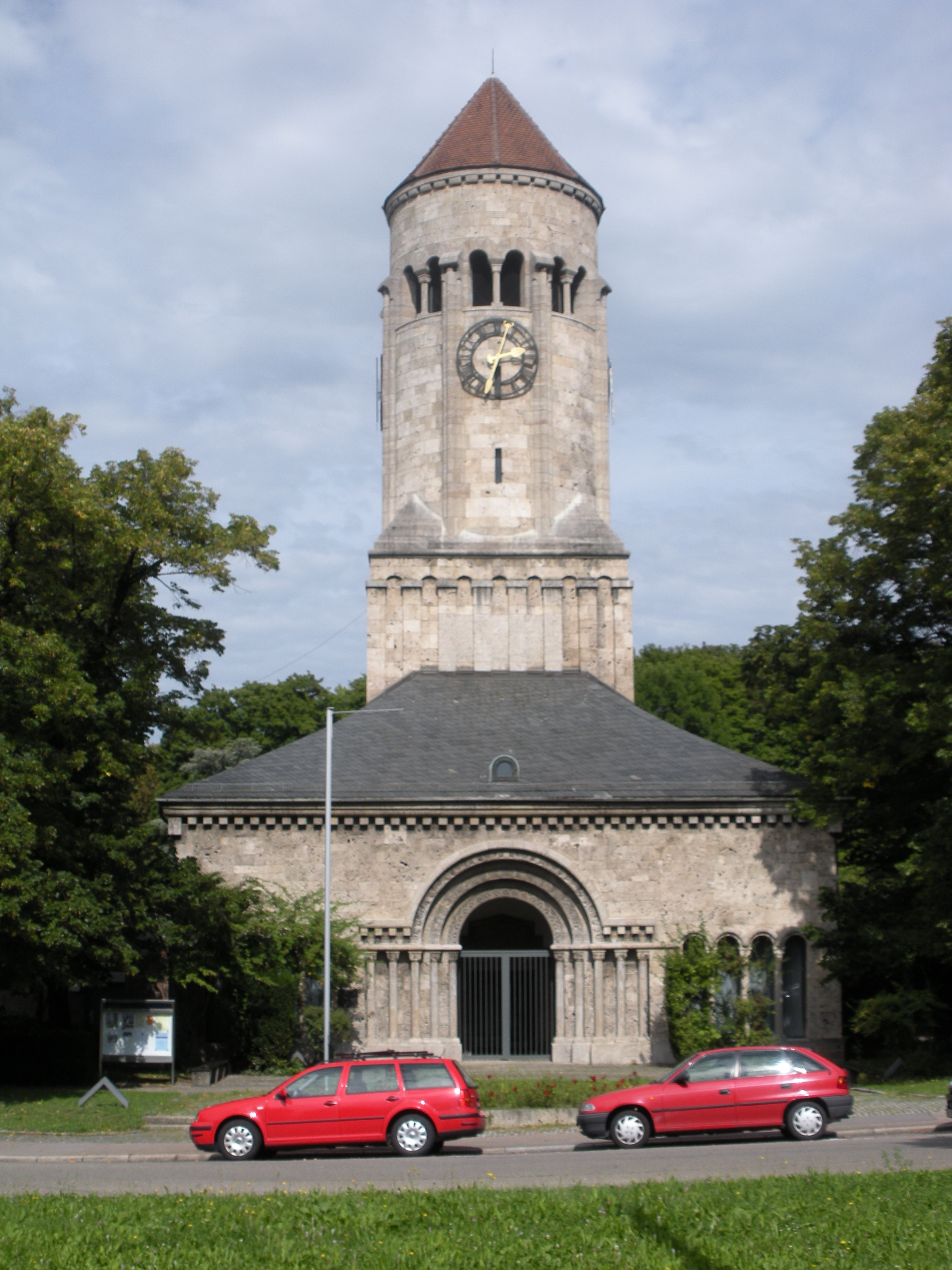
Die Heilandskirche in Stuttgart

Die Heilandskirche ist neben der Berger Kirche eine der zwei evangelischen Kirchen des Stadtteils Berg in Stuttgart-Ost. Sie gehört zum Kirchenkreis Stuttgart in der Evangelischen Landeskirche in Württemberg. Das Bauwerk ist beim Landesamt für Denkmalpflege Baden-Württemberg als Baudenkmal eingetragen. 

## Geschichte
Die verwitwete Herzogin Wera von Württemberg (1854–1912) lebte nach dem Tod ihrer Tante, der Königin Olga von Württemberg, ab 1892 in der Villa Berg. Sie stiftete 1899 der Kirchengemeinde das naheliegende Grundstück. Dort wurde zunächst eine einfache Kirche im Holzbau errichtet. 1909 wechselte die Herzogin von der russisch-orthodoxen Kirche zur evangelischen Kirche. Daraufhin finanzierte Wera von Württemberg einen neuen, repräsentativen Kirchenbau auf dem Grundstück.
Der Bau der Heilandskirche wurde durch den Architekten Ludwig Eisenlohr (1851–1931) nach neoromanischem Stil errichtet. Den Bildhauerschmuck der Fassade und des Hauptportals schuf Josef Zeitler (1871–1958). Am 2. Dezember 1913 wurde die neue Kirche eingeweiht.
Im Zweiten Weltkrieg wurden 1942 zwei Glocken der Kirche von den Behörden beschlagnahmt und eingeschmolzen. Am 19. Oktober 1944 wurde die Heilandskirche bei einem Bombenangriff zerstört.
1949 wurde zunächst eine Notkirche eingerichtet. Die Kirche wurde 1964 verändert wieder aufgebaut.
Zwischen dem Turm und dem Gottesdienstraum ist nunmehr ein Innenhof, der vielseitig genutzt werden kann. Die Kirche wurde auch Heimat für die Gemeinschaft der Russlanddeutschen. 2005 wurde der Projektchor Gospel im Osten ins Leben gerufen.